# Clepsydronotus
Clepsydronotus is een geslacht van rechtvleugeligen uit de familie sabelsprinkhanen (Tettigoniidae). De wetenschappelijke naam van dit geslacht is voor het eerst geldig gepubliceerd in 1954 door Beier.

## Soorten
Het geslacht Clepsydronotus omvat de volgende soorten:
- Clepsydronotus deciduus Rehn, 1906
- Clepsydronotus dentipes Saussure & Pictet, 1898
- Clepsydronotus nevermanni Beier, 1954